# Artillery (videogioco)

Immagine rappresentativa (non tratta da un vero videogioco) della meccanica di Artillery

Artillery è un tipo di videogioco dove due giocatori cercano di colpirsi a vicenda dalle loro postazioni di artiglieria, e la traiettoria dei proiettili viene simulata dal programma secondo la fisica del moto parabolico. 
L'azione è bidimensionale e si svolge su un piano verticale, i giocatori possono regolare l'alzo e la velocità alla volata mentre il puntamento orizzontale non è necessario. Si spara a turni, andando avanti per prove ed errori, fino a centrare il bersaglio.
Queste caratteristiche tratte da un incerto originale risalente almeno al 1976, con numerose successive varianti, sono poi divenute comuni a un particolare genere di videogiochi che vengono definiti varianti di Artillery.

## Artilleryoriginale
Il primo Artillery effettivamente pubblicato, di cui si abbiano riferimenti precisi, è uscito sulla rivista Creative Computing del gennaio-febbraio 1976, sotto forma di codice sorgente stampato su carta, da trascrivere manualmente su computer. Qui viene chiamato WAR 3, in quanto supporta anche tre giocatori, e viene definito come una versione di un già collaudato gioco detto Gunner o a volte Battleship; in una pubblicazione successiva venne rinominato Artillery 3. Si tratta di un semplice gioco con interfaccia testuale, realizzato originariamente da Mike Forman in BASIC e revisionato da M.E. Lyon e Brian West. Distanze e velocità alla volata vengono decise all'inizio della partita, poi a ogni turno i giocatori scelgono a quale degli altri due sparare, digitano i valori di alzo e ottengono in risposta la misura di quanto hanno sbagliato.
Tuttavia, non più tardi del 1976 un Artillery dotato di semplice interfaccia grafica monocromatica veniva divulgato come parte del software dimostrativo del computer Tektronix 4051. Questa versione disegna il profilo di una collina con le posizioni dei due pezzi di artiglieria. I giocatori regolano a ogni turno l'alzo e la velocità alla volata e il computer mostra visivamente la traiettoria del proiettile. Vengono già introdotti due elementi fondamentali del genere, gli ostacoli (la collina) e l'effetto del vento.

## Storia del genere
Le origini del genere sono oscure, ma è molto probabile che giochi basati sulla banale formula matematica del moto del proiettile siano apparsi sui mainframe degli anni '60, senza alcuna forma di pubblicazione commerciale. I primi giochi per personal computer furono probabilmente programmi BASIC amatoriali, i cui codici sorgente in alcuni casi potevano essere pubblicati dalle riviste di informatica dell'epoca, come l'Artillery testuale di Creative Computing sopra descritto (1976). L'uso della grafica risale almeno al Tektronix 4051 (1975-1976) sopra descritto.
Almeno dal 1978 l'editore della rivista Creative Computing pubblicava anche un Artillery dotato di grafica per Commodore PET 8K, all'interno di una raccolta di giochi su cassetta.
Questa versione ha altre caratteristiche che diventeranno tipiche del genere: terreno generato casualmente a ogni partita, comprese le posizioni dei giocatori che possono ritrovarsi in cima a picchi o in fondo a strapiombi, e il cosiddetto "terreno distruttibile", ovvero quando anziché il bersaglio si colpisce il suolo, quest'ultimo viene permanentemente modificato dal piccolo cratere dell'esplosione.
Ouranos! o Weather War, originato probabilmente sul Tektronix o sul Commodore PET a fine anni '70, è a volte considerato una variante di Artillery, sebbene il moto del proiettile sia rimpiazzato dal moto rettilineo di fenomeni meteorologici diretti contro l'avversario dal cielo.
Human Cannonball per Atari 2600 del 1978 è presumibilmente il primo titolo pubblicato commercialmente e autonomamente su cartuccia, sebbene si discosti in parte dal genere: è infatti un gioco non di guerra, per giocatore singolo, dove bisogna sparare un uomo cannone e centrare una vasca d'acqua.
Stone Sling per Philips Videopac (Smithereens! nella versione per Magnavox Odyssey²) del 1982 è un altro precoce titolo pubblicato commercialmente su cartuccia; in questo caso si controllano due catapulte in pianura e una particolarità del gioco è che anziché essere a turni è simultaneo, ovvero i giocatori sparano indipendentemente e in tempo reale.
Il primo titolo commerciale con il classico tema dei cannoni è presumibilmente Artillery Duel del 1982, uscito per vari computer e console. Sebbene non particolarmente riuscito, riconferma importanti caratteristiche del genere, come presenza del vento e terreno variabile e distruttibile.
Tank Wars, shareware per MS-DOS del 1990, è presumibilmente il primo titolo a introdurre avversari con intelligenza artificiale e la possibilità di acquistare molte armi e attrezzature diverse, precedendo di poco il più noto Scorched Earth.
Gorillas per MS-DOS (1991) era piuttosto conosciuto in quanto incluso come programma dimostrativo nel QBASIC, quindi distribuito insieme a MS-DOS 5.
Scorched Earth, shareware per MS-DOS del 1991, è un titolo importante in quanto rivitalizza e arricchisce di nuovi standard il genere. Grafica e interfaccia progrediscono notevolmente, ma soprattutto il gameplay è reso più interessante dall'enorme quantità di opzioni: molti parametri fisici, molti avversari differenti controllati dal computer, vasta scelta di armi, difese e altre attrezzature acquistabili a scelta del giocatore, tra cui la possibilità di muovere i pezzi. Si introducono insomma importanti elementi di strategia.
Scorched Tanks per Amiga (1993), che attinge chiaramente da Scorched Earth, è un altro titolo notevole, la cui principale novità è il terreno di gioco più grande dello schermo, con visuale a scorrimento e minimappa.
Si arriva quindi alla celebre e prolifica serie di Worms iniziata nel 1995, che sostituisce i pezzi di artiglieria con vermicelli dotati di elevata mobilità strategica sul campo e di un tema umoristico.
Ci saranno anche alcuni titoli che propongono battaglie in tre dimensioni, in particolare Scorched 3D (2001) e Worms 3D (2003).
A partire dal 2009 si ha l'enorme successo della serie di Angry Birds, che sebbene sia incentrata sui rompicapo per giocatore singolo, è ancora basata sulla scelta di angolo e velocità iniziale del proiettile, in questo caso un uccellino arrabbiato.